# Izquierda independentista catalana
La izquierda independentista catalana (Esquerra Independentista catalana en catalán) es el nombre que recibe, desde finales de la década de 1960, concretamente con la aparición del Partit Socialista d'Alliberament Nacional (PSAN), el movimiento político que propugna la independencia, el socialismo y más recientemente también la liberación de género en la comunidad autónoma española de Cataluña y otras comunidades autónomas como la Comunidad Valenciana y las Islas Baleares.

## Concepto

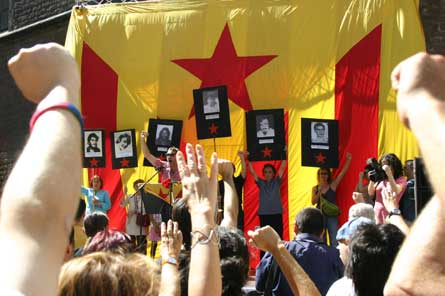
Acto de la Esquerra Independentista en el Fossar de les Moreres, 11 de septiembre de 2005.

El movimiento se caracteriza por su rechazo al ordenamiento jurídico y político de España y Francia, y por lo tanto el enfrentamiento con estos estados y sus instituciones; y por su rechazo a las posiciones autonomistas que aplazan o condicionan el logro completo de la independencia.
La estrategia de la Esquerra Independentista ha evolucionado a lo largo de los últimos 30 años. Si a finales de los 70, los 80 y principios de los 90 estuvo marcada por la actividad de la organización terrorista Terra Lliure y el movimiento político que representaba el Moviment de Defensa de la Terra (MDT), una parte del cual inició la estrategia de Unidad Popular desde mediados de los 90, posteriormente independentistas de diferentes generaciones han ido confluyendo en una estrategia de Unidad Popular consistente en una progresiva acumulación de fuerzas entre los sectores populares más combativos para la articulación de un movimiento de liberación de masas que se ha ido fraguando alrededor de la Candidatura d'Unitat Popular (CUP).

## Historia
El origen de lo que hoy se denomina Esquerra Independentista nace a partir de la fundación del PSAN en 1968 como resultado de la reflexión hecha desde el sector juvenil del FNC que les llevó a defender el marco nacional de los Países Catalanes como ámbito de actuación, y a integrar el independentismo catalán en la teoría y la práctica marxista. Como el PSAN provenía de una escisión del FNC (con implantación únicamente en Cataluña) este trató de extenderse a la limítrofe Comunidad Valenciana con la incorporación de militantes provenientes de Nova Germania, que ya desde posiciones marxistas, abrazaron, también desde la reflexión, los postulados del PSAN.
En los años posteriores el partido padeció diversas escisiones, una primera en 1974 (antes de la entrada de los militantes provenientes de Nova Germania) tras la cual se formaría el PSAN-provisional. Este partido se apartó de las instancias unitarias antifranquistas i insistió en la necesidad de organizaciones propias para el independentismo. El PSAN-oficial continúo su política de participación crítica en las instancias unitarias del antifranquismo, hasta que cristalizó la reforma en el Estado español (1977). La segunda escisión en 1977 formaría el Moviment d'Unificació Marxista (MUM) y una tercera en 1980 daría lugar a Nacionalistes d'Esquerra (NE) en Cataluña, que se incorporaría a la legalidad reformista, aceptando la división autonómica y adoptando un planteamiento social reformista, mientras en la Comunidad Valenciana el sector "posibilista" se escindió formando el Agrupament d'Esquerra del País Valencià (AEPV).
Entrados los años 80 y consolidada la transición española, tanto el PSAN como IPC (nueva sigla del PSAN-provisional) decidieron unir fuerzas, en unos momentos de debilidad organizativa, en el Moviment de Defensa de la Terra (MDT), que se convertiría por aquel entonces en el referente político unitario del movimiento independentista, pero pocos años después, el 1987, una nueva escisión que partiría el MDT en dos (siguiendo las estrategias divergentes de los dos partidos que la integraban) y la posterior entrada en escena de ERC, en clara competencia política al abrazar el independentismo explícito en su declaración ideológica en 1989, debilitaron nuevamente la Esquerra Independentista, y no resurgiría hasta principios del siglo XXI con el llamado Proceso de Vinaroz (Procés de Vinaròs), dónde poco a poco se pondrían las bases que acabarían por conformar la Candidatura d'Unitat Popular (CUP).
Según Oscar Barberà, de la Universidad de Valencia, la izquierda independentista catalana fue muy minoritaria hasta el final de la década de los años 2000 porque «las bases culturales y políticas en las se sustentaba no tenían un amplio apoyo popular» (a mediados de los años 1990 sólo un 4% de la población que se definía de izquierdas se identificaba como exclusivamente catalana), porque «había elementos del contexto político e institucional que jugaban en contra del movimiento» (la consolidación del sistema de partidos catalán en torno a dos grandes polos: CiU y el PSC) y porque «su capacidad de organización y movilización fue muy limitada» debido en buena medida «a las desavenencias internas típicas de las formaciones extraparlamentarias y a la fragmentación resultante».

## Resultados electorales

### Elecciones generales en España
| Elecciones y fecha                     | Candidatura                                        | Votos a | %    | Diputados | Senadores |
| -------------------------------------- | -------------------------------------------------- | ------- | ---- | --------- | --------- |
| Elecciones generales de España de 1977 | Candidatura d'Unitat Popular pel Socialisme (CUPS) | 12.040  | 0,40 | 0         | 1         |
| Elecciones generales de España de 1979 | Bloc d'Esquerra d'Alliberament Nacional (BEAN) b   | 56.576  | 1,17 | 0         | 0         |
| Elecciones generales de España de 1982 | Nacionalistes d'Esquerra                           | 30.643  | 0,89 | 0         | 0         |
| Elecciones generales de España de 2019 | Front Republicà (FR) c                             | 113.008 | 2,74 | 0         | -         |
| Elecciones generales de España de 2019 | Candidatura d'Unitat Popular (CUP)                 | 244.574 | 6,35 | 2         | -         |

Notas

a Votos atribuibles en Cataluña, Comunidad Valenciana y Baleares.

b Candidatura apoyada por MUM, PSAN i PSAN-P.

c Candidatura apoyada por Poble Lliure.

### Elecciones europeas en España
| Elecciones y fecha                       | Candidatura                         | Votos a | %    | Eurodiputados |
| ---------------------------------------- | ----------------------------------- | ------- | ---- | ------------- |
| Elecciones al Parlamento Europeo de 1989 | Catalunya Lliure (CL)               | 19.774  | 0,46 | 0             |
| Elecciones al Parlamento Europeo de 2004 | Candidatura d'Unitat Popular (CUP)  | 8.180   | 0,20 | 0             |
| Elecciones al Parlamento Europeo de 2009 | Iniciativa Internacionalista (II) b | 21.960  | 0,54 | 0             |

Notas

a Votos atribuibles en Cataluña, Comunidad Valenciana y Baleares.

b Candidatura apoyada por Endavant.

### Elecciones autonómicas de Cataluña
| Elecciones y fecha                           | Candidatura                                                                         | Votos          | %         | Diputados |
| -------------------------------------------- | ----------------------------------------------------------------------------------- | -------------- | --------- | --------- |
| Elecciones al Parlamento de Cataluña de 1980 | Bloc d'Esquerra d'Alliberament Nacional (BEAN) Nacionalistes d'Esquerra (NE)        | 14.147 44.954  | 0,53 1,67 | 0 0       |
| Elecciones al Parlamento de Cataluña de 1984 | Entesa dels Nacionalistes d'Esquerra (ENE) a                                        | 35.945         | 1,26      | 0         |
| Elecciones al Parlamento de Cataluña de 1992 | Catalunya Lliure (CL)                                                               | 5.241          | 0,20      | 0         |
| Elecciones al Parlamento de Cataluña de 2010 | Solidaritat Catalana per la Independència (SI) b                                    | 102.921        | 3,29      | 4         |
| Elecciones al Parlamento de Cataluña de 2012 | Solidaritat Catalana per la Independència (SI) b Candidatura d'Unitat Popular (CUP) | 46.838 126.435 | 1,29 3,53 | 0 3       |
| Elecciones al Parlamento de Cataluña de 2015 | Candidatura d'Unitat Popular (CUP)                                                  | 337.794        | 8,21      | 10        |
| Elecciones al Parlamento de Cataluña de 2017 | Candidatura d'Unitat Popular (CUP)                                                  | 192.795        | 4,45      | 4         |
| Elecciones al Parlamento de Cataluña de 2021 | Candidatura d'Unitat Popular (CUP) - Guanyem                                        | 189.087        | 6,58      | 9         |
| Elecciones al Parlamento de Cataluña de 2024 | Candidatura d'Unitat Popular - Defensem La Terra (CUP-DT)                           | 127.850        | 4,09      | 4         |

Notas

a Incluye a NE.

b Incluye al PSAN.

## Organizaciones a nivel nacional
- Organización Política
  - Endavant

- Organización juvenil
  - Arran

- Candidatura electoral
  - Candidatura de Unidad Popular (CUP)

- Movimiento estudiantil
  - Sindicat d'Estudiants dels Països Catalans (SEPC)

- Organización antirepresiva
  - Alerta Solidària

- Sindicato
  - Coordinadora Obrera Sindical

- Otras organizaciones y medios cercanos a la Izquierda Independentista
  - Poble Lliure (PL): Partido político pancatalanista.
  - La Forja-Jovent Revolucionari: organización juvenil de carácter pancatalanista.
  - Horitzó Socialista: organización juvenil de carácter comunista.
  - Intersindical-CSC: sindicato de trabajadores.
  - Joves per l'Alliberament Gai (JAG): organitzación de jóvenes catalanes por la liberación sexual y contra la homofobia.
  - Brigada Catalana "Ali Primera": organización de solidaridad y cooperación política implicada en el proceso revolucionario de Venezuela.
  - Brigada Catalana "Venceremos": organización de solidaridad y cooperación política implicada en el proceso revolucionario de Cuba.
  - L'Accent: periódico popular dels Països Catalans de periodicidad quincenal sobre actualidad global desde la óptica de la Izquierda Independentista.
  - Rescat: col·lectivo de solidaridad con los presos/as políticos/as catalanes/as.
  - La Fàbrica: Espacio de producción y reproducción de ideas cercano a la Izquierda Independentista
  - Llibertat.cat: Portal de difusión y debate al servicio de la Izquierda Independentista
  - Universitat Comunista dels Països Catalans Iniciativa formativa de orientación marxista de la Izquierda Independentista

## Otras organizaciones y Casales a nivel local y comarcal
Algunas coordinadoras, casales, ateneos, centros okupados y centros sociales:
- Alto Campo:
  - Casal Popular La Turba (Valls)
  - Casal Popular La Bretxa (Alcover)

- Alto Panadés:
  - Casal Independentista El Cep (Villafranca del Panadés)
  - Ateneu Popular X (Vilafranca)

- Bages:
  - Casal Popular La Fadulla (Manresa)
  - Ateneu Popular La Falç (Artés)

- Bajo Campo:
  - Esquerra independentista del Camp
  - Casal Despertaferro (Reus)
  - Taverna del Carrasclet (Reus)
  - Casal Popular La Calderera (Riudoms)

- Bajo Llobregat:
  - Kasal Okupat del Prat - Alta Tensió (el Prat de Llobregat)

- Bajo Panadés:
  - Ateneu Arbocenc (Arbó)

- el Barcelonés:
  - Esquerra Independentista del Barcelonès
  - Ateneu Popular Octubre -Casal Independentista del Poblenou- (Pueblo Nuevo-Barcelona)
  - Ateneu Independentista de Gràcia La Barraqueta (Distrito de Gracia-Barcelona)
  - Casal popular de Gràcia (Gracia-Barcelona)
  - La Torna (Gracia-Barcelona)
  - Casal Independentista de Sants Jaume Compte (Sants-Barcelona)
  - Ateneu Popular de l'Eixample (Ensanche-Barcelona)
  - Casal Popular La Torxa (Horta - Barcelona)
  - L'Esquerda, Casal Popular de Joves de Sarrià (Sarriá - Barcelona)
  - Casal Popular la Forja del Clot (El Clot - Barcelona)
  - Casal Antoni Sala i Font (Badalona)

- Bergadá:
  - Casal Panxo (Berga)
  - Ateneu Popular Olvanès (Olván)

- el Condado de Cocentaina
  - Ateneu Popular Arrels (Beniarrés)

- el Gironés:
  - La Pioxa (Bordils)
  - Casal Independentista El Forn (Gerona)

- Huerta de Valencia:
  - Racó de la Corbella (Valencia)
  - Casal Social - Bar Terra (Benimaclet-Valencia)

- el Maresme:
  - Casal Independentista Fèlix Cucurull (Mataró)
  - Taverna Atzucac (Mataró)

- Tarragonés:
  - Esquerra Independentista del Camp
  - Casal Popular Sageta de foc (Tarragona)
  - Casal Popular Numen Mestre (Torredembarra)
  - Ateneu Popular La Mina (La Canonja)

- Vallés Occidental:
  - Casal Independentista i Popular de Sabadell "Can Capablanca" (Sabadell)
  - L'Estapera (Tarrasa)

- Vallés Oriental:
  - Esquerra Independentista del Vallès Oriental i del Baix Montseny
  - Casal Independentista Quico Sabaté (San Celoni)
  - Ateneu Popular l’Esbarzer (Palautordera)
  - Casal Popular l’Esquerda (Granollers)
  - Casal Popular La Traca (Cardedeu)
  - Casal Popular La Llamborda (Caldas de Montbui)
  - CSA Casino Popular de Cardedeu (Cardedeu)